# Feneós
Feneós, en grec moderne : Φενεός, est un village et un ancien dème du district régional de Corinthie, en Grèce. Depuis 2010, il est fusionné au sein du dème des Sicyoniens.
Selon le recensement de 2011, la population du dème compte 1 342 habitants tandis que celle du village s'élève à 87 habitants.